# Colette Hué
Colette Hué, née le 11 mai 1932 à Paris et morte le 31 mars 2007 à Sète, est une gymnaste artistique française.
Aux Championnats du monde de gymnastique artistique 1950, elle est médaillée d'argent au concours général par équipes.
Elle dispute les Jeux olympiques d'été de 1948 à Londres et les Jeux olympiques d'été de 1952 à Helsinki, sans obtenir de podium.